# 청두 J-7
청두 J-7(중국어: 歼-7)은 중국이 개발한 2세대 제트 전투기이다. 미코얀-구레비치 MiG-21 전투기를 라이센스 없이 카피해 만든 복제판 전투기이다.

## 역사
9톤 J-7은 2013년에 생산을 중단했다. 후속기로 12톤 JF-17을 2007년부터 실전배치하기 시작했다.

## 북한
미그-21은 북한이 180여 대를 운용하고 있는 주력 전투기로 구소련이 1950년대 후반에 개발한 기종이다. 북한은 1966년부터 도입하기 시작했고, 전체 보유 기체 가운데 1/3은 중국제 ‘짝퉁’인 J-7이다. 북한 공군이 보유한 기체 가운데 1960년대에 도입된 기체는 대부분 퇴역한 것으로 알려졌고, 북한은 1985년과 1999년 두 차례에 걸쳐 190여 대를 추가로 도입했지만, 적지 않은 수가 중고 기체여서 북한 공군 미그-21의 평균 기령은 30~40년에 달하는 것으로 추정되고 있다.
미그-21은 나토명 피쉬베드(Fishbed), J-7은 나토명 피쉬캔(Fishcan)이다. 미그-21은 1960년대 월남전에서 미국 F-4 전투기 등을 56대 격추시킨 것으로 유명하며, 북한 공군 미그-21 조종사들이 북베트남에 다수 파병되었다. 2018년 현재 북한 공군의 주력 전투기로, 북한 공군은 프로펠러 전투기, 아음속 제트 전투기 미그-15, 초음속 제트 전투기 미그-21 등으로 구분하여 운용중이다. 한국에서는 60년대 후진 전투기라고 폄하하고, 북한도 최신 업그레이드를 했다는 보도는 없다.
그러나 2000년 인도가 이스라엘제 장거리 레이다, 전자전 장비, 암람급 중거리 액티브 유도 공대공 미사일을 장착한 미그-21 바이슨은 이전의 미그-21은 레이다가 단거리용이라서, 중거리 능동/반능동 유도 미사일을 장착할 수 없다. 이스라엘제 중거리 능동 유도 미사일은 더비 미사일로 추정된다. AESA 레이다 이전의 기계식 도플러 레이다로는 세계 최고 성능이라는 이스라엘 EL/M-2032 레이다가 장착된 것으로 보인다.
2015년 북한 공군 최초로 2명의 여성 조종사가 최초로 초음속 전투기 미그-21로 김정은 앞에서 시험비행을 하였다. 원래 여성 조종사는 프로펠러 전투기만 몰았다. 2014년 2명이 김정은 앞에서 아음속 전투기 미그-15를 역사상 최초로 조종해 칭찬을 받았으며, 현장에서 초음속 배치를 지시받았다.

## 보유국

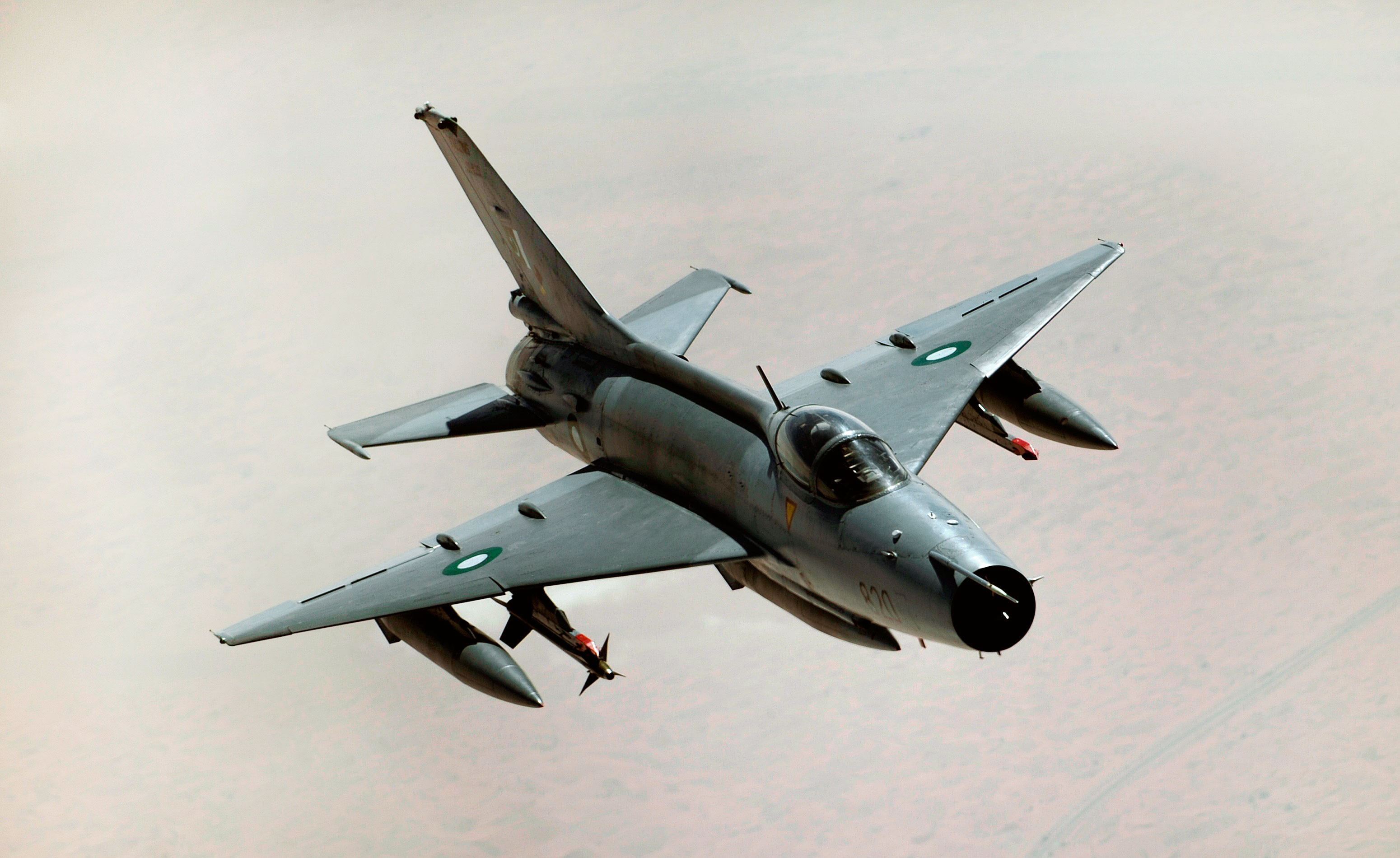
파키스탄 공군의 J-7

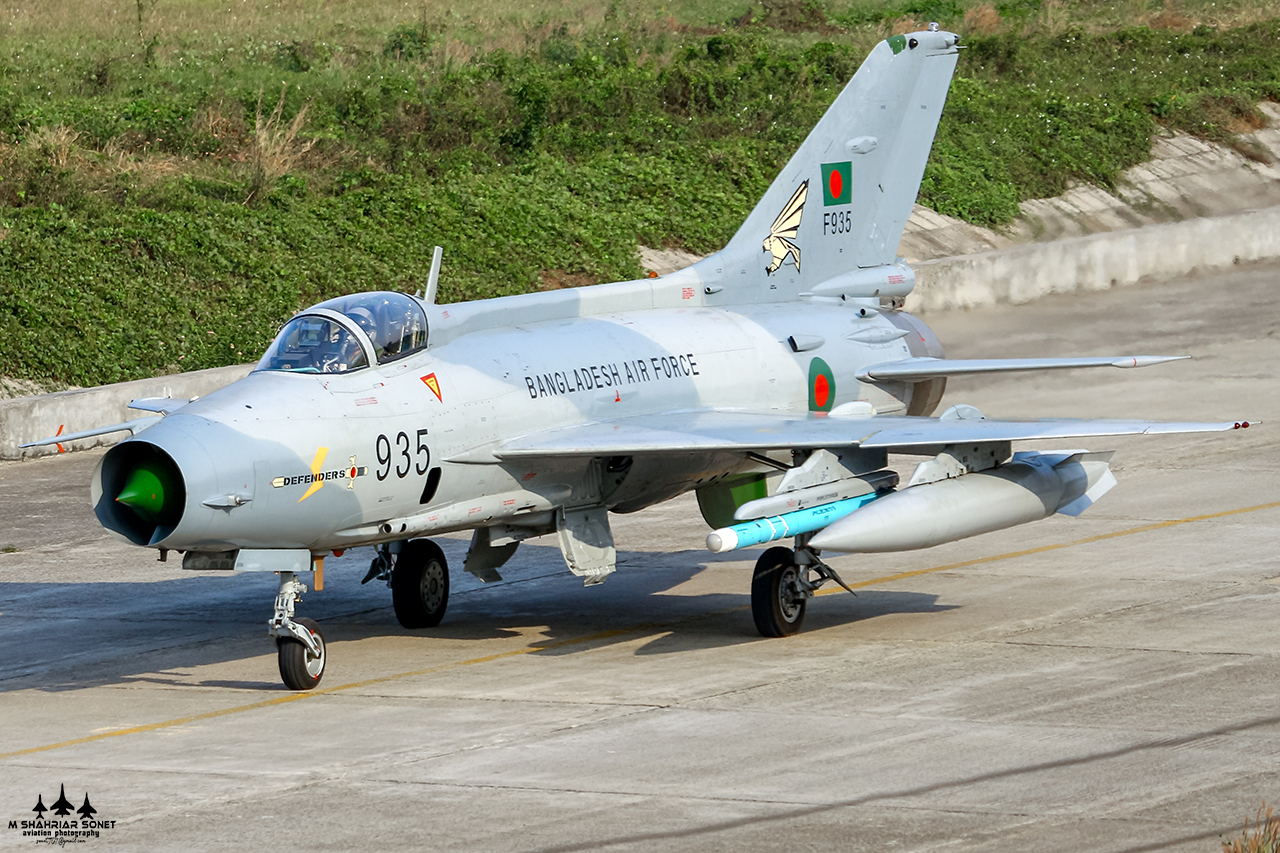
방글라데시 공군의 FT-7BG

- 중국 공군 - 290대(퇴역), 해군 - 30대(퇴역)
- 파키스탄 - 144대(퇴역)
- 나이지리아 - 12대
- 조선민주주의인민공화국 - 134대
- 미얀마 - 25대
- 수단 - 20대
- 예멘 - 18대
- 이집트 - 74대
- 이란 - 21대
- 방글라데시 - 1989년부터 1990년 사이에 20대가 인도되었으며, 1999년부터 2006년 사이에 추가로 20대가 인도되었다. 2012년부터 2013년 사이에 16대의 F-7BGI가 인도되었다.

## 제원 (J-7MG)
일반 특성
- 길이: 14.885 m (48 ft 10 in)
- 높이: 4.11 m (13 ft 5½ in)
- 날개폭: 8.32 m (27 ft 3½ in)
- 공허중량: 5,292 kg (11,667 lb)
- 만재중량: 7,540 kg (16,620 lb) (AAM 2발)
- 최대이륙중량: 9,100 kg (20,062 lb)

성능
- 최대속도: 마하 2.0 (2,200 km/h, 1,189 노트, 1,375 mph) IAS
- 순항속도: 970km/h
- 실속: 210 km/h (114 노트, 131 mph) IAS
- 전투행동반경: 850 km (459 nmi, 528 mi) (제공권 임무, AAM 2발, 드롭탱크 3개)
- 순항거리: 2,200 km (1,187 nmi, 1,367 mi)
- 최고고도: 17,500 m (57,420 ft)
- 상승률: 195 m/s (38,386 ft/min)

무장
- 기관포: 2× 30 mm Type 30-1 기관포, 각각 탄환 60발
- 하드포인트: 5개. 4개는 날개하부, 1개는 동체하부. 최대무장량 2,000 kg, 각각 최대 500 kg
- 로켓포: 12연장 55 mm 로켓포 포드, 7연장 90 mm 로켓포 포드
- 미사일:
  - 공대공: PL-2, PL-5, PL-7, PL-8, PL-9, K-13, 마트라 R550 매직, AIM-9
- 폭탄: 50-500 kg 무유도 폭탄

항법장비
- FIAR Grifo-7 mk.II 레이다

## 같이 보기
- 청두 J-10